# ジュリアン・ブランク
ジュリアン・ブラン(Julien Blanc)は、アメリカ人のナンパ講師である。
Real Social Dynamicsのエグゼクティヴ・コーチを務める。世界中でセミナーやブートキャンプを開催している。最も広く注目を集めた動画のひとつに『White Male Fucks Asian Women in Tokyo (And the Beautiful Methods To It)』がある。